# Инсаров, Иван Анисимович
Иван Анисимович Инсаров (бел. Іван Анісімавіч Інсараў) — советский хозяйственный, государственный и политический деятель. Майор медицинской службы. Доцент (1952), профессор (1964), кандидат медицинских наук. Заслуженный врач Белорусской ССР (1964).

## Биография
Родился в 1903 году в деревне Селище (ныне — в Слуцком районе Минской области). Член КПСС. С 1928 по 1929 год служил в армии.
С 1929 года — на хозяйственной, общественной и политической работе. В 1929—1946 гг. — заведующий сельским врачебным участком в Узденском районе Минской области, врач поликлиники № 1 г. Борисова, невропатолог 1-й Советской больницы г. Борисова (с 1929 по 1937), ординатор, заведующий стационаром Белорусского научно-исследовательского института физиотерапии, ортопедии и неврологии (с 1937 по 1941), заведующий отделом здравоохранения Минского облисполкома (1941), заместитель председателя Минского облисполкома (с 1944 по 1945), заместитель председателя Минского областного Совета депутатов трудящихся (с 1945 по 1947), заместитель директора, директор Белорусского научно-исследовательского института неврологии, нейрохирургии и физиотерапии (с 1947 по 1948), министр здравоохранения БССР (с 1948 по 1966), главный редактор журнала «Здравоохранение Белоруссии» и заведующий кафедрой организации здравоохранения Белорусского института усовершенствования врачей (с 1967 по 1979).
В начале Великой Отечественной войны занимался организацией эвакогоспиталей (был помощником начальника 2054-го, 3051-го и 4641-го, начальником 1630-го и 1314-го госпиталя). С августа 1942 года работал в оперативной группе Народного комиссариата здравоохранения Белорусской ССР, находившейся в Москве, а с сентября — в Белорусском штабе партизанского движения, с марта 1943 г. - старший помощник начальника санитарной службы БШПД, в мае (с 1-го числа)1943 года возглавил его санитарную службу.
Избирался депутатом Верховного Совета Белорусской ССР 3-го, 4-го, 5-го, 6-го, 7-го созывов, членом ЦК КПБ (1952—1956, 1960—1971). Делегат XXII съезда КПСС.
Умер в Минске в 1983 году.

## Награды
- Орден Красного Знамени (15.08.1944) — за доблесть и мужество, проявленные в партизанской борьбе против немецко-фашистских захватчиков, и особые заслуги в развитии партизанского движения

## Труды
- Здравоохранение в Белорусской ССР: материал для пропагандистов и агитаторов. Минск, 1961.
- Медицинская служба в партизанских соединениях Белоруссии // Здравоохранение Белоруссии. — 1964. — № 7.
- Медицинские работники Белоруссии в борьбе за завоевания советской власти // Здравоохранение Белоруссии. — 1967. — № 11. — С. 13—22.